# روبن سودرلينغ
روبن سودرلينغ (بالسويدية: Robin Söderling) لاعب سويدي يقيم في مونتي كارلو، حاليا يحتل التصنيف الخامس على العالم والأول على السويد، لدى سودرلينغ نهائيين في بطولة فرنسا المفتوحة (رولان غاروس) وفي النهائيين لم يفز بالبطولة عام 2009 أمام فيدرر حين أخرج رافايل نادال من الدور الرابع، وفي العام الذي يليه أخرج فيدرر حامل لقب العام الماضي من الدور ربع النهائي وفاز في نصف النهائي أمام توماس بيرديتش اللاعب التشيكي ولكنه خسر أمام نادال في النهائي، روبن سودرلينغ خرج هذا العام على يد اللاعب الإسباني رافايل نادال في الدور ربع النهائي.

## روابط إضافية
- Robin Soderling Online (unofficial fansite) نسخة محفوظة 10 يناير 2016 على موقع واي باك مشين.
- روبن سودرلينغ على موقع رابطة محترفي التنس (الإنجليزية)
- روبن سودرلينغ على موقع الاتحاد الدولي لكرة المضرب (الإنجليزية)
- روبن سودرلينغ على موقع كأس ديفيز (الإنجليزية)
- روبن سودرلينغ على موقع بطولة ويمبلدون (الإنجليزية)
- روبن سودرلينغ على موقع خلاصة التنس.كوم (الإنجليزية)
- روبن سودرلينغ على موقع اللجنة الأولمبية الدولية (الإنجليزية)
- روبن سودرلينغ على موقع أوليمبيديا (الإنجليزية)
- روبن سودرلينغ على موقع اللجنة الأولمبية السويدية (السويدية)
- Soderling Recent Match Results
- Soderling World Ranking History